# Râul Luncșoru
Râul Luncșoru este un curs de apă, afluent al râului Ungureni. 